# Independența (Galați megye)
Independența település Romániában, Moldvában, Galați megyében.

## Fekvése
Piscu és Vasile Alecsandri közt, a 25-ös út mellett fekvő település.

## Leírása
Independența községközpont.
A 2002 évi népszámláláskor 4,782 lakosából 4670 román, 1 magyar, 1 német és 110 cigány volt. Ebből 4742 ortodox, 4 római katolikus, 2 református, 1 evangélikus, 1 görögkatolikus, a többi egyéb volt.